# Павинич, Роман Александрович
Роман Александрович Павинич (род. 5 сентября 1991, Алма-Ата) — казахстанский футболист, полузащитник клуба «Иле-Алатау».

## Карьера
Воспитанник СДЮШОР № 2 (Алма-Ата) и алматинского ЦСКА. Именно в этом клубе он начал свою профессиональную карьеру в 2010 году. За пять сезонов провёл 95 игр в первой лиге Казахстана и забил 12 голов.
В 2014 году перешёл в команду ФК «Достык», вместе с которой участвовал в Кубке Регионов в Эстонии.
В 2015 году перебрался в ФК «Булат-АМТ» (Темиртау) и стал бронзовым призёром первой лиги Казахстана 2015.
В 2016 году подписал контракт с ФК «Кайсар», который в прошлом сезоне занял последнее место и покинул Премьер-лигу. Сыграл 23 матча, забил 7 голов и выиграл с клубом первую лигу. «Кайсар» сходу и досрочно вернулся назад.
В сезоне 2017 выступал за петропавловский «Кызыл-Жар СК», на 8 лет застрявший в первой лиге. Сыграл 14 игр, забил один гол и помог и этому клубу со 2 места вернуться в казахстанскую Премьер-лигу.
В марте 2018 был принят в ряды «Махтаарала» из ЮКО, занявшего третье место в первой лиге 2017, но проигравшего переходный матч в Премьер-лигу с «Акжайыком». Сыграл в 25 матчах, забил 9 голов, но клуб в чемпионате разделил лишь 6-7 места.
В феврале 2019 перешёл в уральский клуб «Акжайык», вылетевший в предыдущем сезоне из Премьер-лиги и поставивший задачу сразу вернуться назад

## Достижения
«Булат-АМТ»
- Бронзовый призёр первой лиги Казахстана: 2015

«Кайсар»
- Победитель первой лиги Казахстана: 2016

«Кызыл-Жар»
- Серебряный призёр первой лиги Казахстана: 2017

«Акжайык»
- Бронзовый призёр первой лиги Казахстана: 2019